# 中島秋圃
中島 秋圃 （なかしま　しゅうほ、明治11年（1878年）7月5日 - 昭和36年（1961年）11月30日）は、明治時代から昭和にかけて活躍した四条派の日本画家。

## 経歴
東京四谷で、旧佐賀藩士の司法省検事・中島盛有（藤次郎）の長男として生まれる。本名・次郎。明治35年（1902年）7月に東京美術学校（現・東京藝術大学美術学部）日本画科を卒業。秋圃は川端玉章に師事し円山派を学ぶ。納富介次郎の勧誘で、あるいは定塚武敏『富山の美と心』（桂書房、1990年）に録された次郎の長女・久栄の証言によれば、父と同じく佐賀出身の大隈重信より『三年のみ』と勧められ、同年7月に富山県高岡市の県立工芸高校（現・富山県立高岡工芸高等学校）に赴任する。明治35年（1902年）から昭和2年（1927年）まで、25年間に及び後進の指導にあたり、富山県の美術、工芸において大きな足跡を残す。秋圃は教え子を始めとした多くの人に慕われ、今でも高岡に多くの作品が残っている。妹フクの夫、細谷而楽は乾漆工芸家としても知られる彫刻家である。墓所は多磨霊園。

## エピソード
『絵画は人格教養の反映であり、優劣を争うものではない』との考えから展覧会には作品を出さず、清新な画法と独自の教授法をもって生徒の絵画指導に努め、約60年に渡り日本画を描き続ける。作風はきらびやかな色使いと、余白を生かした構図が特徴であり、事物を明確な輪郭線を用いず色調の濃淡によって表現する朦朧体（付立）を駆使し、写実と心象風景からなる作品を多く残している。

## 門下
- 郷倉千靭
- 山崎覚太郎
- 佐々木大樹
- 金森映井智、彼谷芳水、濱谷白雨、伊井慶泉、浦島春濤、竹村白鳳、古川雪嶺、小坂勝人、篁牛人、冬木清、村閑歩、櫻井鴻有

## 代表作
- 梅に小禽の図（うめにしょうきんのず） - 屏風 2曲1隻　高岡市美術館 所蔵
- 雨晴二上山図（あまはらしふたがみさんず） - 建具、個人蔵

## その他
- 富山県立高岡工芸高等学校の前庭に、銅像が建てられている（建立:昭和9年（1934年））。学校創立60年、秋圃の喜寿とを記念して胸像を建設する運動を起こし、門下の濱谷白雨が撰文「正に典型的芸術教育者というべき哉」と讃えている。
- 日本洋画界の先駆者、百武兼行（1842-1884、佐賀出身）が明治12年（1879年）にパリで制作した油画が、富山県立近代美術館の調査により高岡市の個人宅で見つかった。見つかったのは少女の顔をキャンバスに描いた40×32.5センチの作品。最高傑作とされる『マンドリンを持つ少女』や『ブルガリアの女』と同じ年に、同じモデルを描いたとみられる。百武は旧佐賀藩主側近。作品は百武と同じ時期にイギリス留学していた、旧佐賀藩士、中島盛有の子孫宅に保管されていた。百武本人が、友情の証として贈ったものと考えられる。盛有の長男・中島秋圃が父の形見として譲り受け、富山県工芸高校（現・富山県立高岡工芸高等学校）の日本画教師として赴任したため、作品が高岡に伝わった。調査に当たった若松基 主任学芸員は『洋画が日本に入ってきた最初の経緯を示す美術史的な財産』と話す。百武作品の修復を手掛ける歌田眞介 東京藝術大学名誉教授は『明治時代の画家の努力の跡がうかがえ、縁者が大事に保管していたことは文化史的にもありがたい』と話している[4]。「少女習作」

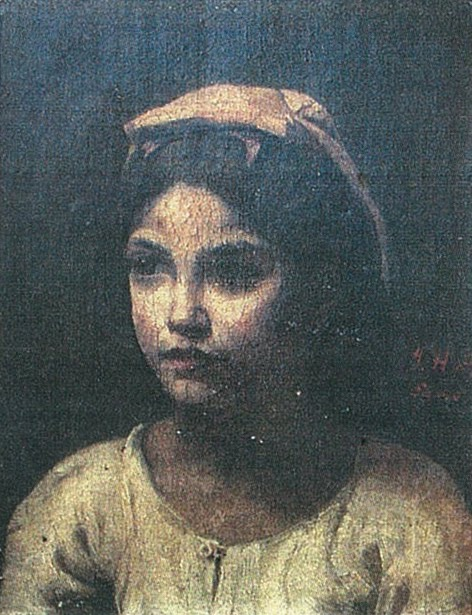
「少女習作」

- 長女・久栄の夫、中島悌も秋圃と同じく高岡工芸高校に教頭として務め、数多くの優秀な卒業生を育て上げている。曽孫には、谷村秀（デザイナー）がいる。